# Bohumil Klika
Bohumil Klika (28. února 1868 Nový Bydžov – 1. února 1942 Ďáblice
) byl český mykolog, zoolog, paleontolog, spisovatel a překladatel.

## Život
Pocházel z rodiny koláře Josefa Kliky a Marie rozené Bubnové z celkem osmi dětí. V letech 1878–1886 absolvoval gymnázium v Novém Bydžově, kde odmaturoval s vyznamenáním. Poté byl přijat na Univerzitu Karlovu, kde studoval lékařství. Z rodinných důvodů ale musel studia opustit. Následně pracoval pro několik nakladatelů. Do 26 let se věnoval měkkýšům, publikoval řadu článků a dvě větší práce, mimo jiné paleontologicky zaměřenou a dlouho nepřekonanou Měkkýši třetihorních usazenin sladkovodních v severozápadních Čechách o 116 stranách (1892). Studia měkkýšů musel z rodinných důvodů zanechat a do 55 let se profesně věnoval redakčním pracím. Ve zhruba padesáti letech se začal věnovat mykologii.

## Dílo
Bohumil Klika překládal z angličtiny, němčiny, francouzštiny, srbochorvatštiny a švédštiny, ovládal i italštinu. Do češtiny přeložil velkou část díla Julese Verna, některé jeho překlady jsou v pozdějších jazykových úpravách vydávány doposud. Do roku 1920 vydal přinejmenším osm knih pohádek, z nichž část sám sesbíral.

### Mykologie
Jeho mykologické články vycházely ve sborníku prof. Velenovského Mykologia. Věnoval se břichatkám (Gasteromycetes) a plánoval publikovat jejich českou monografii. K tomuto účelu vybudoval herbář složený jak z vlastních sběrů, tak z darů od dalších mykologů nebo výměnou materiálu s různými institucemi. Josef Velenovský mu věnoval vlastní sbírku gasteromycetů. S přibývajícím věkem ale ze zdravotních důvodů se studiem hub ustal. V roce 1936 jeho herbářovou sbírku odkoupilo Národní muzeum (1041 položek břichatek a podzemek). Posloužila i jako podklad při vzniku kolektivního díla Gasteromycetes, houby – břichatky, která vyšla 16 let po jeho úmrtí v roce 1958.

### Vlastní díla a úpravy cizojazyčných děl
- Královic Marko (dobrodružství a hrdinské činy jihoslovanského národního reka, dle Ivana Filipoviče vypravováno; V Praze, Nákladem Jos. R. Vilímka, 1900)
- Měkkýši třetihorních usazenin sladkovodních v severozápadních Čechách (V Praze : V komisi Fr. Řivnáče, 1892, německy 1891)
- Kubík Obrobijce a jiné pohádky (Praha, Šolc a Šimáček)
- Pohádky šťastného domova (ilustrace Artuš Scheiner; V Praze, Šolc a Šimáček, 1900?)
- Obrázky z Žapanu (V Praze, F. Šimáček, 1904)
- Mravenci, jich život a práce (V Praze, Tiskem a nákladem F. Šimáčka, 1906)
- Japanské pohádky  (dle C. W. E. Braunsové; V Praze, F. Šimáček, 1907)
- O Ivanu hlupáku a jiné pohádky (Praha, Šimáček, 1910)
- O králeviči Nenadálkovi a jiné pohádky (Praha, Šimáček, 1910)
- Popelce a jiné pohádky (Praha, Šimáček, 1910 a 1922)
- Ali Baba a jiné pohádky (s barevnými obrazy Artuše Scheinera; V Praze, Šolc a Šimáček, 1920, 1929)
- Bylo nebylo ... a jiné pohádky (s barevnými obrazy Artuše Scheinera; V Praze, Šolc a Šimáček, 1920)
- Světové pohádky (V Praze, Levné knihy KMa, 2000)

### Překlady
- Cesta kolem světa za 80 dní (autor Jules Verne; V Praze, Jos. R. Vilímek, 1900 a Návrat 1997, 2000, 2012, Žalkovice Josef Vybíral 2014, Dobrovský s.r.o. 2015)
- Obchodní dům v mořských skaliskách (román, autorka Emilie Flygare-Carlénová; V Praze, F. Šimáček, 1910–1913)
- Svěřenský statek (román, autorka Emilia Flygare-Carlén; Praha, Šolc a Šimáček, 1925
- Dobrodružství tří Rusů a tří Angličanů v Jižní Africe (V Praze, Jos.R. Vilímek, 1928 a Návrat 1994, 2002, Žalkovice Josef Vybíral 2014)